# بوكي براندون
بوكي براندون (بالإنجليزية: Bucky Brandon) هو لاعب كرة قاعدة أمريكي، ولد في 8 يوليو 1940 في ناكوغدوشس في الولايات المتحدة.

## وصلات خارجية
- بوكي براندون على موقع دوري كرة القاعدة الرئيسي (الإنجليزية)
- بوكي براندون على موقعبيزبول رفرنس.كوم (الدوري الرئيسي) (الإنجليزية)
- بوكي براندون على موقعبيزبول رفرنس.كوم (الدوري الثانوي) (الإنجليزية)
- بوكي براندون على موقع إي إس بي إن.كوم (أم.أل.بي) (الإنجليزية)
- بوكي براندون على موقع مشجعي الرسوم البيانية (الإنجليزية)